# Гриб, Трофим Иванович
Трофим Иванович Гриб — советский военный деятель, организатор и участник партизанского движения в Великой Отечественной войне.

## Биография
Родился в 1909 году в Петрикове. Член КПСС.
В РККА с 1931 года.
Участник Великой Отечественной войны: офицер-связист, партизан, командир Сарненского партизанского отряда, командир телеграфно-строительной роты 392-го отдельного линейного Силезского ордена Красной Звезды батальона связи
Участник освобождения городов Овруч и Рахов.
В послевоенное время — офицер-связист в Киевском военном округе.
Постановлением Госсовета ПНР от 17.01.1964 за номером 0/27 был удостоен Серебряного Креста Virtuti Militari.
Умер после 1985 года.

## Награды
- Орден Ленина
- Орден Красного Знамени (трижды)
- Орден Отечественной войны I степени
- Орден Отечественной войны II степени
- Орден Красной Звезды (дважды)